# 心理追兇
心理追凶（英語：Wire in the Blood）是一部英国犯罪电视剧。节目讲述了虚构的布莱菲尔德镇的警察厅的“大事件团队”由临床心理学家和连环犯罪分析师托尼·希尔（罗布森·格林饰）医生的协助进行破案的故事。每个主要剧集都围绕着希尔根据杀人犯行为的分析展开。前三季的大事件团队由卡罗尔·乔丹警探（赫米奥娜·诺里斯饰）率领，后三季改由亚历克斯·菲尔丁（西蒙娜·拉比卜饰）率领（节目里没有解释换人的原因）。
2002年到2008年间，本剧在獨立電視台播出了6季，共有24集。2009年停止制作。